# Богиня майка
Богиня майка е основно божество в много митологии и религии. Тя е покровителка на плодовитостта и плодородието, на жените майки и стопанки, но и на девиците, пазителка е на култа към Слънцето и живия огън, както и покровителка на животните и лова. В тракийската религия се счита, че Тя е изначалното божество, Тя е Всичкото, Космосът. Богинята самозачева (т.нар. партеногенеза) и ражда сина си – Богът, който е виждан като Слънце и Огън. По този начин се постига космическото равновесие, обяснен е природният цикъл и кръговратът на живота и смъртта. Древното митологично мислене схваща Вселената (макро и микрокосмоса) като рожба на женското начало, което се идентифицира по правило със земята. Такова мислене допуска.
В древногръцкия пантеон прототип на богинята майка е фригийската Кибела – тя е Великата майка на боговете и планинска богиня, която е равна или сродна на други подобни богини – майки като персийско-анатолийската Дае Сирия, киликийската Артемида, критско-микенската Рея, наричана и с имената Диндимена и Кубеба.

## Енеолит
През късната Енеолитна епоха богинята майка е едно от повсеместно почитаните божества на територията на днешните български земи. Свидетелство за това са многобройните антропоморфни глинени статуетки открити по време на археологически разкопки от 1950-те години насам. Позите, в които са представени екземплярите от глина, са твърде разнообразни – изправени и седнали, раждащи, кърмещи или само държащи в ръцете си деца, с разперени или скръстени ръце, бременни и др. Като правило лицата им не са портретирани – факт, показващ липсата на необходимост от индивидуализация на образа и достатъчност на означаване на идеята за почитта към майката даваща живот на всичко. С течение на хилядолетията образът на богината майка започва да се свързва и с представата за плодородието във всичките му аспекти. Образа на богинята майка е включвал в себе си идеята не само за продължението на рода, но и за плодородието изобщо. Като според проф.Ана Радунчева, това е и причината изображенията на въпросното божество да се срещат във всяко селище и то по много екземпляри.

## Анатолия
Многобройни женски фигурки датиращи от неолитното селище Чатал Хююк в Анадола са интерпретирани като доказателство за култа към богинята – майка (датиращ от 7500 г. пр. Хр.). Джеймс Меларт, който ръководи разкопките на обекта през 1960 години, защитава тезата, че фигурките представляват Великата богиня, която е начело на пантеона на една по същество матриархална култура. Откритата фигурка на жена седяща на трон с две лъвици седящи от двете ѝ страни, открита в кош за зърно според Меларт е поставена там като тотем за защита на реколтата и зърното. В по-късните изследвания, фигурката е интерпретирана като прототип на Кибела. Според данните от последните разкопки на обекта свидетелстват, че матриархалната култура доминираща това древно селище е почитала Богинята – майка.

## Тракийска религия
Великата богиня майка е основното божество в тракийската религия. Тракийското митологично мислене възприема самозачатието на Великата богиня – майка, която ражда сина си, Слънцето. Този акт урежда космическото равновесие, природния цикъл и кръговрата живот – смърт, защото след него богинята майка започва да се съединява перриодично със сина си. Към тази проява впоследствие се добавят други образи на Великата богиня майка, всеки от които персонифицира една от главните ѝ функции, произтичащи от задачите женското начало. Такива персонификации се обособяват през епохата на ранната писана история на Тракия (VIII – VI век пр. Хр.) и са документирани от паметниците на тракийската култура. По правило образите на Великата богиня майка са анонимни, но тя носи и локални наименования като Бендида, Котито, Брауро, Зеринтия и др., които се свързват с култа към женското начало. Анонимността на главното тракийско божество сред самите траки е естествено състояние за една религия, развита в безкнижовна и мистериална среда.
С помощта на старогръцки наименования, използвани от наблюдатели и пътешественици из Тракия, както и на иконографски решения върху плочи и изделия на торевтиката, днес е съди, че пердонифицираните на Великата богиня майка в Тракия са: покровителка на животните и на лова, на плодовитостта и на плодородието, пазителка на култа към Слънцето и на живия свещен огън, на жените майки и стопанки, но и на девиците, хранителка на обредите, с които избраници се посвещават във вярата към нея и на онези, с които се извършва инициацията (сакралното въвеждане в сан) на владетеля.
През Римската епоха в Тракия представата за Великата богиня – майка се синкретизира и избледнява, но в някои области на Балканския полуостров (Странджа, Родопите, Северна Елада), където тракийското субстратно културно наследство се съхранява в благоприятна за него културна среда. Тя се запазва като езическа следа в традиционните народни вярвания и обичаи.

## Келтска религия
При Ирландските келтски племена богинята – майка е богинята Дану. Ирландските келтски племена свързват своя произход с Дану.
В сагите от т.нар. „Митологически цикъл“ всички главни персонажи водят произхода си от Tuatha Dé Danann, „Племената на богинята Дану“, легендарният народ, който е заселил Ирландия преди там да достигнат през морето синовете на Мил, предците на съвременните обитатели на страната. Дану персонифицира идеята за женското божество като извор на живота. Келтските племена от Уелс почитат идентично женско божество наречено от тях Дун, което в митологичните им представи е „майката на героите“.
Калтите – гали боготворят Деа Матрона, която персонифицира Великата богиня – майка, а келтите обитавали днешните германски територии, Австрия и Швейцария боготворят Матре – главно женско божество, чийто фигури са били поставени при олтари изградени от тези племена.